# Yukikaze (tàu khu trục Nhật)
Yukikaze (tiếng Nhật: 雪風) là một tàu khu trục hạng nhất của Hải quân Đế quốc Nhật Bản thuộc lớp Kagerō đã phục vụ tại Mặt trận Thái Bình Dương trong Chiến tranh Thế giới thứ hai. Nó là thành viên duy nhất còn sống sót của lớp tàu này; và sau chiến tranh, nó tiếp tục phục vụ cho Hải quân Trung Hoa dân quốc dưới tên gọi Đan Dương (丹陽) (DD-12) trước khi bị tháo dỡ vào năm 1970.

## Yukikaze

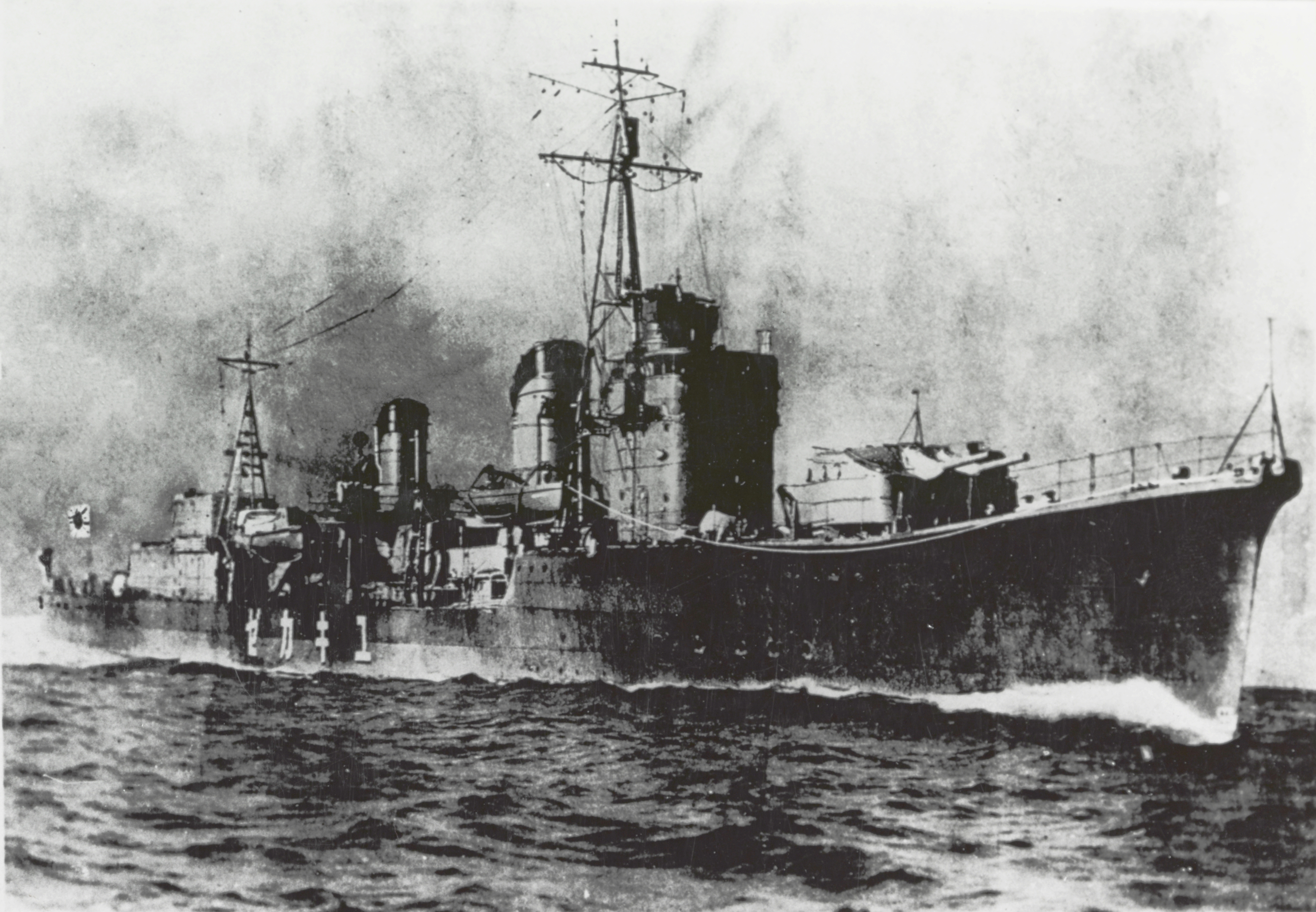
Yukikaze

Vào đầu cuộc chiến Yukikaze đã tham gia cuộc xâm chiếm Philippines và Đông Ấn thuộc Hà Lan. Sau đó nó cũng tham gia Trận Midway, Trận chiến quần đảo Santa Cruz, Trận chiến biển Philippine và Trận chiến vịnh Leyte, cũng như các hoạt động vận chuyển binh lính kéo dài trong Chiến dịch Guadalcanal và các trận hải chiến chung quanh hòn đảo này. Yukikaze cũng sống sót qua Chiến dịch Ten-Go, cuộc tấn công mang tính tự sát vào lực lượng Hoa Kỳ đang đổ bộ tại Okinawa, trong đó thiết giáp hạm Yamato bị đánh chìm.
Giữa hai cuộc đối đầu lớn này, Yukikaze tham gia nhiều hoạt động hộ tống, đặc biệt là trong việc bố trí chiếc tàu sân bay khổng lồ Shinano lúc mà chiếc tàu vừa mới hoàn tất này bị tàu ngầm Archer Fish phóng ngư lôi đánh chìm. Nó trải qua những tháng cuối cùng của cuộc chiến tranh bảo vệ các cảng Nhật Bản, và đã sống sót qua nhiều cuộc không kích của Đồng Minh.
Yukikaze được rút khỏi danh sách Đăng bạ Hải quân vào ngày 5 tháng 10 năm 1945.
Sau chiến tranh, nó được sử dụng vào việc hồi hương binh lính Nhật Bản còn trú đóng ở nước ngoài. Cùng với Hibiki và Ushio, Yukikaze là một trong những tàu duy nhất còn sống sót trong tổng số 82 tàu khu trục Nhật Bản được đóng trước chiến tranh.

## ROCSĐan Dương
Vào ngày 6 tháng 7 năm 1947, Yukikaze được chuyển cho Trung Hoa dân quốc tại Thượng Hải như một chiếc lợi phẩm, và được đổi tên thành Đan Dương (丹陽) (DD-12). Sau thêm hai thập niên phục vụ, nó được cho ngừng hoạt động sau khi bị mắc cạn bởi một cơn bão vào năm 1966; và sau khi những nỗ lực vận động đưa nó quay trở về Nhật Bản để bảo tồn như một tàu bảo tàng bị thất bại, Đan Dương bị tháo dỡ vào năm 1970. Bánh lái và một trong các mỏ neo của nó được đưa trả về Nhật Bản, nơi Yukikaze rất nổi tiếng và thường được gọi là "con tàu không thể chìm". Nó cùng với Верный (Hibiki) và JDS Wakaba (Nashi) là ba chiếc tàu cuối cùng của Hải quân Đế chế Nhật đã tham gia và sống sót Thế chiến thứ II